# Cemitério de Wolvercote

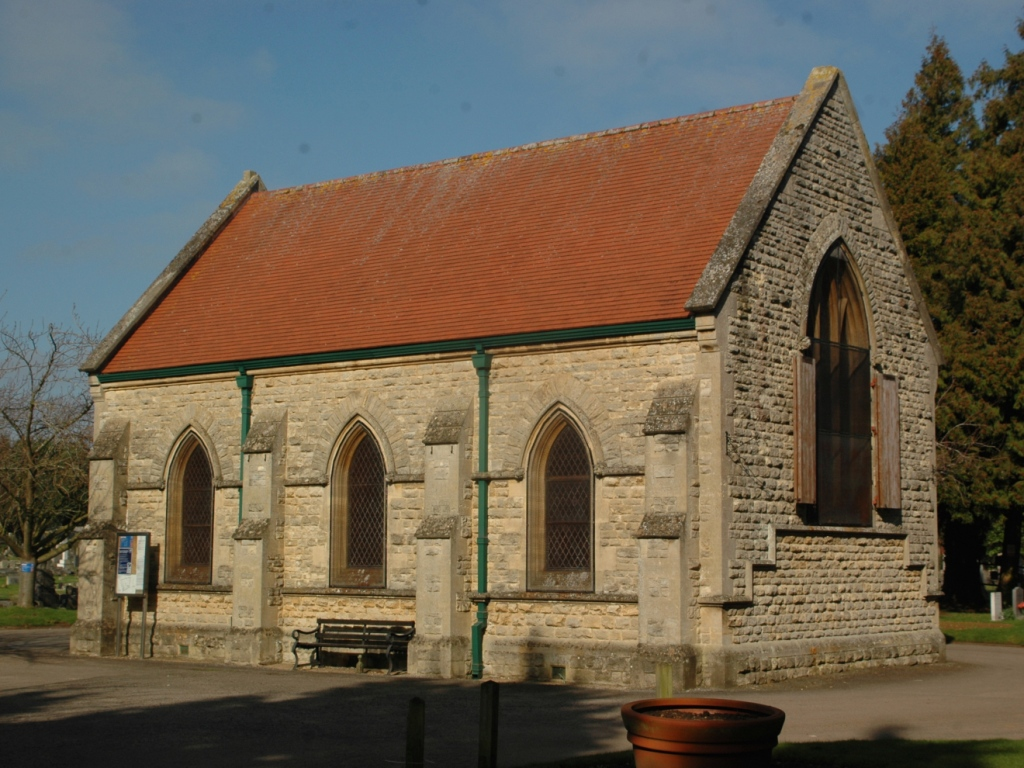
Capela do Cemitério de Wolvercote

Cemitério de Wolvercote (em inglês:  Wolvercote Cemetery) é um cemitério na paróquia de Wolvercote, Oxford, Inglaterra. Sua entrada principal é na Banbury Road e tem uma entrada lateral na Five Mile Drive. Tem uma capela funerária, toiletes públicas e um pequeno estacionamento para automóveis.
O cemitério foi aberto em 1889 e contém atualmente mais de 15 mil sepultamentos.

## Seções
O cemitério tem diversas seções para distintas religiões ou etnicidades, incluindo Bahá'í, muçulmanos, judeus, ortodoxos gregos, ortodoxos russos, ortodoxos sérvios, poloneses católico romanos e outros católicos romanos.

## Sepultamentos selecionados

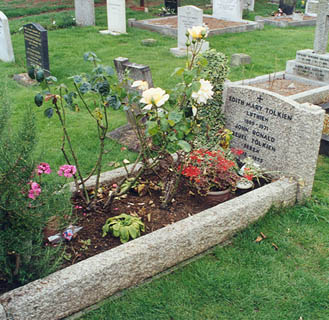
Sepultura de J. R. R. Tolkien e Edith Bratt

Diversas pessoas notáveis estão sepultadas no Cemitério Wolvercote, incluindo diversos professores da Universidade de Oxford.
- Ernest Nathaniel Bennett (1865–1947), político, explorador e escritor
- Isaiah Berlin (1909–97), filósofo, com sua mulher Aline
- Edmund John Bowen (1898–1980), químico
- Włodzimierz Brus (1921–2007), economista, com sua mulher Helena Wolińska-Brus (1919–2008)
- John Scott Burdon-Sanderson (1828-1905) fisiologista
- Sir Thomas Chapman, 7th Baronet (1846–1919) e Sarah Junner, pais de T. E. Lawrence
- Thomas Lawrence Dale (1884–1959), arquiteto
- Elizabeth Aston (1948-2016), escritora
- Bill Ferrar (1893-1990), matemático
- H. L. A. Hart (1907–92), filósofo legal e professor de jurisprudência
- Albert Hourani (1915–93), professor de História do Oriente Médio
- Elizabeth Jennings (1926–2001), poetisa
- Adam Koc (1891–1969), político, soldado e jornalista da Segunda República Polonesa
- Peter Laslett (1915–2001), historiador
- James Legge (1815–97), Scottish sinologista escocês e primeiro professor de chinês na Universidade de Oxford
- Eleanor Constance Lodge (1869–1936), historiadora e promotora da educação superior para mulheres
- Paul Maas (1880-1964), filólogo
- James Murray (1837–1915), lexicógrafo e filólogo escocês, editor original do Oxford English Dictionary
- Dimitri Obolensky (1918–2001), príncipe russo e professor de história da Rússia e história dos Bálcãs
- Franz Baermann Steiner (1909–52), etnólogo
- J. R. R. Tolkien ("Beren", 1892–1973), escritor e acadêmico, com sua mulher Edith Tolkien ("Lúthien", 1889–1971) e filho mais velho John Francis Reuel Tolkien (1917–2003)
- Dino Toso (1969–2008), engenheiro automotivo
- Brian Tovey (1926–2015), ex-chefe do Government Communications Headquarters (GCHQ)
- Mike Woodin (1965–2004), política do Partido Verde da Inglaterra e do País de Gales
- Edward Wright (1906–2005), matemático

## Sepulturas de guerra
The cemetery includes the graves of 44 Commonwealth service personnel: 21 from World War I and 23 from World War II.